# Angewandte Chemie
Angewandte Chemie (Chimica Applicata in tedesco) è una rivista accademica che si occupa di chimica. La rivista contiene articoli sia in inglese che in tedesco, a differenza di Angewandte Chemie International Edition che è la versione internazionale della rivista ed è completamente in inglese. La rivista pubblica reviews, minireviews, comunicazioni di ricerca e recensioni di libri.
Considerata tra le più prestigiose riviste di chimica, il suo impact factor è 15.336 nel 2020.

## Edizioni
La rivista appare in due edizioni con volume e numerazione delle pagine separati: l'edizione tedesca, Angewandte Chemie (ISSN 0044-8249 (versione cartacea), (ISSN 1521-3757 (versione digitale online)), 
e un'edizione completamente in inglese, Angewandte Chemie International Edition (ISSN 1433-7851 (versione cartacea), ISSN 1521-3773 (versione digitale online)).
Le edizioni sono identiche nel contenuto ad eccezione di recensioni occasionali di libri in lingua tedesca o traduzioni tedesche di raccomandazioni IUPAC.